# Титенков, Иван Валерьевич
Ива́н Вале́рьевич Тите́нков (род. 7 апреля 1969, г. Москва, РСФСР, СССР) — известный Сэнсэй,
российский боец контактных единоборств. Тренерская деятельность — более 20 лет. Президент МОРМОО «Ашихара Интернэшнл Каратэ», бывший чемпион мира по Асихара-карате (недоступная ссылка), В прошлом пятикратный Чемпион России неоднократный победитель и призёр Международных и Всероссийских турниров, бывший двукратный Чемпион Москвы в начале 90-х по Карате., Кандидат в мастера спорта по водному поло, Ханши 7 Дан Микс-файт Тсу Шин Гэн, 6 Дан Асихара Интернэшнл Каратэ, 4 Дан Кёкусинкай Карате.Мастер инструктор Международной ассоциацииТсу Шин Гэн. Национальный представитель и координатор Международной Ассоциации Тсу Шин Гэн в России. Представитель команды Сэмми Шилта в России.

## Биография
Иван Титенков — уроженец города Москва. Родился 7 апреля 1969 года в семье коренных москвичей.
Иван Титенков успешно окончил общеобразовательную школу № 478.
С 1987 по 1989 служил в рядах Российской армии, первый год в ЦСКА ВМФ, затем в авиации ВМФ . А в 1993 году окончил отделение фотографии Московского политехникума
В 1999 году повышение квалификации и переподготовки кадров в Российской Государственной Академии Физической Культуры.
2001 г. — Курсы инструкторов армии рукопашного боя в Военно-воздушная академия имени Ю. А. Гагарина , Монино, инструктор-методической подготовки программы «Из рук в руки».
2005, 2006, — Швеция. Международные курсы инструкторов полностью интегрированной боевой системы «Tsu Shin Gen», старший инструктор — сихан Mix Fight Tsu Shin Gen.

## Спортивная карьера
Спортивное увлечение Ивана восточными единоборствами началось в юности, где-то в 1979 — 81 году. В те годы его родной старший брат уже серьёзно осваивал и занимался в системе Кекусин карате. Одновременно в те годы Иван активно тренировался играл в команде Водного поло «Москвич», при АЗЛК. Отдал этому виду спорта 11 лет. Выступал на юношеских и юниорских соревнованиях различного уровня, от Чемпионатов Москвы до Первенства СССР. Был и чемпионом и неоднократным призёром. Получил звание Кандидата в Мастера Спорта СССР.
Карате было для него в то время больше хобби, чем профессиональным занятием. Занимаясь Ватерполо, он с большим интересом изучал и базу Кёкусин каратэ, тогда это было наверное единственное серьёзное, контактное и атлетическое карате в Союзе. Все остальное было просто спортивными не контактными видами, гимнастики Ушу.
Уходя в армию он ещё и не мог предполагать, что после службы его юношеское увлечение перерастет в серьёзную цель и встанет на путь Будо, с которого не сойдёт теперь никогда.
Сокращение спортсменов ЦСКА ВМФ в 1988 году и его травма мениска после армии, заставили его прекратить занятия Ватерполо. Хотя у него были неплохие перспективы и предложения позже. Он все же не зря был признан дважды лучшим голкипером Москвы в те годы.
Но жить без спорта и физических нагрузок он уже просто не мог. Появилась некая зависимость и тут ему на помощь, и пришло юношеское увлечение карате. Снятие запрета и открытие федераций совпало с возвращением из армии и даже не залечив до конца своё колено без раздумий стал искать зал и хорошего инструктора. И фортуна улыбнулась ему. Первыми профессиональными инструкторами стали прекрасные и отличные специалисты в области Кёкусин каратэ, широко известные как сейчас так и тогда. Это Юрий Павлович Хренов и Михаил Анатольевич Ткач. Эти люди и сформировали Ивана как Бойца, так и будущего инструктора. Уже через полгода тренировок под руководством этих людей Иван смог драться на соревнованиях, причем достаточно серьёзных.
Конечно сказалась базовая подготовка до армии, он был уже достаточно скоординирован, обладая как бывший голкипер отличной реакцией и чувством ситуации. С 1990 года напряжённо работал над собой, регулярно выступая на турнирах. Доходило до того что в течение года дрался на 11-12 турнирах и чемпионатах, посчастливилось участвовать даже на Втором Кубке СССР по Кекусинкай в Москве и чемпионате СССР в Самаре.
А вот с системой Асихара-карате Ивану помог познакомиться в большей степени Михаил Ткач. В 1991 году был приглашен на первый открытый семинар Дэвида Кука, который является одним из известнейших мастеров в мире Будо, и который стал пионером в развитии Асихара-карате не только в России, но и в Европе в целом.
После двух лет упорных тренировок карате Иван имел уже степень 5 кю. Но семинар с Куком перевернул внутри представление о том карате, которым Иван занимался до этого. После этого Иван начал переходить к изучению новой неизвестной техники, стараясь не терять связь и с Кёкусин. Участие в соревнованиях обеих школ потребовало от Ивана проведения значительного числа турниров в год.
Со временем система Асихара-карате стала поглощать Ивана все больше и больше и он практически перестал продвигаться в Кекусин карате. Последним техническим экзаменом в Кёкусин была аттестация на 3 Кю, после чего он потерял всякий интерес к изучению Ката и всей программы Кёкусин каратэ. Хотя уже гораздо позднее был присвоен 4 Дан Кекусин Будокай Йоном Блюмингом. Но в то время Иван уже имел 5 Дан по Асихара Интернэшнл и это было скорее просто знаком внимания от кантё Блюминга, который для Ивана до сих пор является просто хорошим другом и великим Мастером — Гуру. В Европейской организации Асихара-каратэ и организации Асихара Интернэшнл Каратэ под руководством Дэвида Кука Иван проработал более 10 лет и до сих пор является официальным представителем этой школы с 1995 года.
Но вот дальнейшая судьба и сотрудничество с Сокэ Дэвидом Куком подарила ещё более совершенную систему Боевых искусств — это смешанная Всесторонняя система боя Тсу Шин Гэн.
Это то лучшее, к чему вновь пришлось стремиться и вот уже с 2002 года Иван полностью перешёл к изучению этой новой системы, начав развитие этой школы уже в нескольких додзё Москвы, и найдя единомышленников в региональных клубах.

## Спортивные достижения
- 1991 г. — СССР. Призёр Кубка Чемпионата Кёкусинкай — карате.
- 1991 г. — Россия. Чемпион еверо-Запада Кёкусинкай — карате.
- 1992 г. — Красноярск[3]. Победитель первенства Кёкусинкай — карате.
- 1992 г. — Москва. Призёр Чемпионата России Асихара — карате.
- 1992—1993 г. — Самара[3]. Чемпион России Асихара — карате
- 1993 г. — Украина.[2] Победитель Международного турнира по русскому Кэмпо.
- 1993 г. — Молдавия[3], Кишинёв Чемпион по стилю Асихара — карате.
- 1993 г. — Елец[3]. Победитель турнира России Асихара — карате.
- 1994 г. — Чемпион Москвы по Асихара — карате.
- 1994 г. — Нидерланды[2], Гаага. Призёр Европы по Ояма — карате.
- 1994 г. — Москва[2]. Победитель Международного турнира по Асихара — каратe, ЦСКА.
- 1994 г. — Москва[2]. Чемпион по Кёкусинкай — карате IFK.
- 1995 г. — Голландия[2]. Призёр Открытого Кубка Асихара — карате.
- 1996 г. — Санкт-Петербург. Чемпион России Ояма — карате.[3]
- 1997 г. — Стамбул, Турция[2]. Призёр Евро-Азиатский турнир по Асихара — карате.
- 1997 г. — Тверь[3]. Призёр Кубока по Асихара — карате.
- 1998 г. — Москва. Призёр турнира Асихара — карате «Кубок Капитал».
- 1998 г. — Дания[2], Виборг. Чемпион Мира по стилю Асихара — карате.
- 1998 г. — Москва.[3]. Призёр международного турнира в Асихара — каратэ «Кубок Столицы» ДС «Динамо».
- 1999 г. — Россия.[3]. Призёр Четвёртого Кубка России по Ояма — карате.
- 1999 г. — Санкт-Петербург..[3] Призёр Чемпионат России по Асихара — карате
- 2001 г. — Воронеж[3]. Призёр Чемпионата России по Асихара — карате
- 2001 г. — Москва.[3]. Победитель Международного турнира «Кубок Капитал» на 10-летию Асихара-каратеЦСКА.[2]
- 2001—2002 — 2003 г. — Дания, Виборг[2]. Чемпион мира по Асихара — карате.
- 2003 г. — Москва[2]. Призёр чемпионата по Асихара — карате.
- 2006 г. — Москва[2]. Призёр Чемпионата России по Асихара — карате.
- 2007 г. — Москва[2]. Чемпион по стилевому карате.